# Alcmena vittata
Alcmena vittata är en spindelart som beskrevs av Karsch 1880. Alcmena vittata ingår i släktet Alcmena och familjen hoppspindlar. Inga underarter finns listade i Catalogue of Life.